# Ааренс, Эдуард
Эдуард Ааренс (эст. Eduard Ahrens; 22 марта [3 апреля] 1803, Ревель — 7 [19] февраля 1863, Ревель) — эстонский лингвист. Реформатор эстонской орфографии. Пастор. Автор труда «Grammatik der Estnischen Sprache Revalschen Dialektes» (Грамматика ревельского диалекта эстонского языка).

## Биография
Родился в  Ревеле 22 марта (3 апреля) 1803 года. Учился в Домской соборной школе (1811—1819) и на богословском факультете Дерптского университета (1820—1823).
После окончания университета он не мог получить должность пастора, так как был слишком молод (пасторам должно было быть не менее 25 лет), поэтому в 1824 году он отправился в мызу Пикавере (ныне в волости Раазику) в качестве домашнего учителя, где и пробыл около восьми лет. В 1831 году он выдержал в консистории экзамен, который позволял ему претендовать на должность приходского учителя или на какую-либо другую должность, требующую священнического рукоположения. В 1832 году он отправился в Германию, чтобы продолжить учебу, а также посетил Францию. Вернувшись в Эстонию, он снова занял должность домашнего учителя — в мызе Вана-Вигала, в семье графа Сиверса. При этом Ааренс проповедовал на эстонском языке в церкви Вигала.
В 1837 году он был призван в общину Лаврентия в Куусалу, где и оставался до своей смерти; 8 августа 1837 года он прочитал пробную проповедь и 12 сентября был рукоположён в пасторы. В 1860 году он был утверждён в должности пробста уезда Ида-Харьюмаа.
Ааренс считал главной целью своей лингвистической деятельности изучение и совершенствование эстонского церковного языка; при этом эстонская светская литература оставалась для него чуждой. Будучи церковным служителем, он замечал растущую разницу между разговорным и церковным языком. В начале XIX века большинство церковных служителей были немцами, а библейский язык основывался на немецкой и латинской грамматике. Аренс хотел сделать церковный язык более популярным, что стало поводом к реформе правописания. В 1843 году он опубликовал грамматику эстонского языка «Grammatik der Estnischen Sprache Revalschen Dialektes» (2-е, дополненное издание вышло в 1853 году). Благодаря этой работе Эдуард Ааренс считается создателем современной эстонской орфографии.  Второе издание грамматики было опубликовано вместе с руководством по грамматике. Аренс предложил перейти от старого написания к финскому, которое лучше соответствовало произношению эстонского языка. Это новое написание начало распространяться во второй половине 1860-х годов.

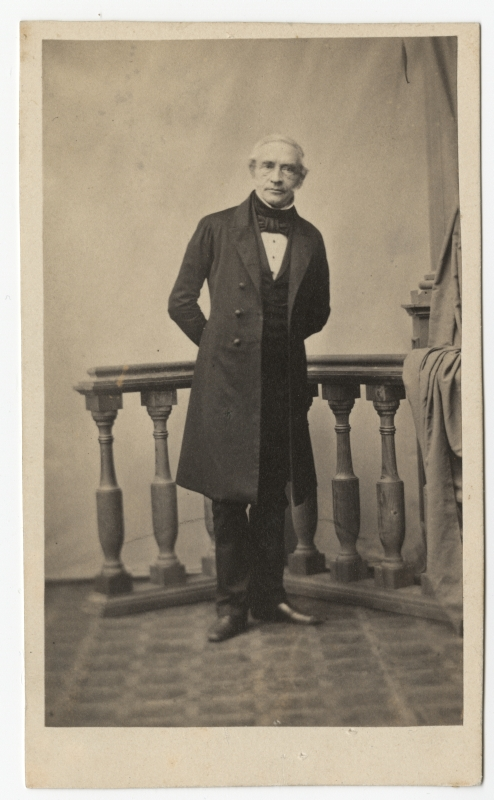
Эдуард Ааренс. 1860—1863 гг.

За свою работу в области эстонского языка Аренс был избран почётным членом Эстонского учёного общества, но из-за его разногласий с президентом общества Ф. Р. Фельманном звание было отозвано в 1848 году. С 1842 года он был членом Эстонского литературного общества.
Умер в Ревеле 7 [19] февраля 1863 года и был похоронен на кладбище в Куусалу.
В 2017 году в Куусалу был открыт памятник Эдуарду Ааренсу. В том же году в Куусалу прошла языковая конференция, посвященная Ааренсу, для писателей на эстонском языке.